# Chikkasarangi, Tumkur
Chikkasarangi là một làng thuộc tehsil Tumkur, huyện Tumkur, bang Karnataka, Ấn Độ.